# Чуга (селище)
Чуга́ (рос. Чуга) — селище у складі Катайського району Курганської області, Росія. Входить до складу Ушаковської сільської ради.
Населення — 15 осіб (2010, 16 у 2002).
Національний склад станом на 2002 рік: росіяни — 81 %.